# Bubba 'n' Stix
Pour les articles homonymes, voir Bubba et Stix.
 (mars 2020).
Si vous disposez d'ouvrages ou d'articles de référence ou si vous connaissez des sites web de qualité traitant du thème abordé ici, merci de compléter l'article en donnant les références utiles à sa vérifiabilité et en les liant à la section « Notes et références ».
Bubba 'n' Stix est un jeu vidéo de plates-formes/réflexion développé et édité par Core Design en 1994 sur Amiga, Amiga CD32 et Mega Drive.

## Développement
Bubba 'n' Stix a été développé simultanément sur Amiga et Mega Drive. Le jeu a été conçu par Simon Phipps, le créateur de Rick Dangerous, Billy Allison et Mark Watson. Simon Phipps a réalisé les graphismes d'arrière-plan, les effets graphiques et les utilitaires de programmation. Billy Allison s'est chargé des graphismes des sprites et de l'introduction. Mark Watson a programmé les versions Amiga et John Kirkland, la version Mega Drive.